# Collateralised Debt Obligation
Collateralized debt obligation (CDO; pol. obligacja zabezpieczona długiem) – instrument sekurytyzacji oparty na długu.

## Opis
Instrumenty CDO zabezpiecza się portfelem aktywów, do którego należą m.in. kredyty korporacyjne lub ustrukturyzowane zobowiązania finansowe. Połączone w portfel (podobnie jak w przypadku instrumentów MBS), zostają podzielone na nowe papiery wartościowe i są oferowane w transzach rozmaitym inwestorom. Wysokość płatności odsetkowych, kapitałowych oraz faktyczny moment wygaśnięcia zobowiązania determinowane są przez wyniki portfela obligacji stanowiącego zabezpieczenie instrumentów CDO. Tego typu instrumenty stanowią atrakcyjną alternatywę dla inwestorów, ponieważ oferują więcej możliwości wyboru poziomu ryzyka oraz żądanej stopy zwrotu w porównaniu do MBS, czy ABS.
Instrumenty CDO oferują bankom wiele korzyści:
- uwolnienie kapitału i w konsekwencji możliwość zwiększenia efektywności jego lokowania na rynku,
- zamianę aktywów o niskiej płynności, jakimi są kredyty, w płynne papiery wartościowe,
- zainteresowanie szerokiej grupy inwestorów, którzy cenią sobie możliwość wyboru różnych transz, odpowiadających ich indywidualnej awersji do ryzyka i żądanym stopom zwrotu.